# 아가타촌 (돗토리현)
아가타촌(県村)은 돗토리현 사이하쿠군에 존재했던 촌이다. 현재의 요나고시의 일부에 해당한다.

## 역사
- 1889년 10월 1일 - 정촌제 시행에 의해 아이미군 아가타촌이 성립하였다.
- 1896년 4월 1일 - 군의 통합에 의해 사이하쿠군에 소속되었다.
- 1957년 1월 1일 - 오타카촌과 합병해 하쿠센정이 신설하여 폐지되었다.

## 참고문헌
- 吉田東伍『大日本地名辞書 上巻 二版』冨山房、1907年。
- 竹内伊四郎編『大日本紳士名鑑』明治出版社、1916年。
- 日本自治協会編『市町村治績録 改訂第2版』日本自治協会、1930年。
- 『角川日本地名大辞典 31 鳥取県』。
- 『市町村名変遷辞典』東京堂出版、1990年。